# 유엔군 후방사령부
유엔군 후방사령부는 일본에 본부를 둔 군부대로, 유엔군사령부의 하위 요소이다. 유엔군 후방사령부은 1957년 한국전쟁 이후 일본에서 한국으로의 유엔군사령부 이전의 결과로 설립되었다. 그것은 명목적으로 미국과 한국이 동북아의 유엔군이라고 주장하는 것의 후방 요소들을 통제한다.
실질적으로 유엔군 후방사령부는 1954년 미국과 일본 간의 주둔군 지위협정("통합사령부"로 운영)의 만료를 막기 위해 만들어진 법적 구조이다. 2018년 현재 유엔군 후방사령은 4명의 인원을 보유하고 있다.

## 역사

### 배경
제2차 세계 대전에서 일본의 패배는 일본의 통치하에 있던 조선 정부의 붕괴와 평양에 근거지를 둔 소련의 지원을 받은 조선민주주의인민공화국(북한)과 서울에 본부를 둔 미국의 지원을 받은 대한민국(한국) 사이의 한반도의 영토 분할으로 이어졌다
1950년 6월 12일, 남한 육군은 주한미군 군사고문단에게 북한의 조선 인민군이 침략을 위해 집결하고 있다고 알렸다. 대략 2주 후, 미국과 남한에 따르면, 북한은 국경을 따라 있는 남한의 군사 기지들에 기습 공격을 가하여 남한의 방어를 쉽게 압도했다. 북한은 남한으로의 군대의 진입이 해주 근처에서 발생한 남한의 선제적인 침략이었기 때문에 이승만을 체포하기 위한 목적으로 이루어졌다는 대체적인 설명을 내놓았다. 뒤이은 전쟁의 화마는 북한과 남한, 그리고 각각의 동맹국과 후원국들 사이에 한국 전쟁을 촉발시켰다.
적대행위의 발발 이후, 유엔 안전보장이사회는 남한을 지원하는 무력 개입을 승인하기로 투표했다. 미국은 유엔의 "집행관"으로 임명되기로 동의했고, 그 후 유엔사령부를 구성했다. 더글러스 맥아더 장군과 그의 전시 후계자들이 지휘하는 유엔사령부는 일본에 있는 본부로부터 한반도에서의 군사 작전을 감독했다.

### 구성

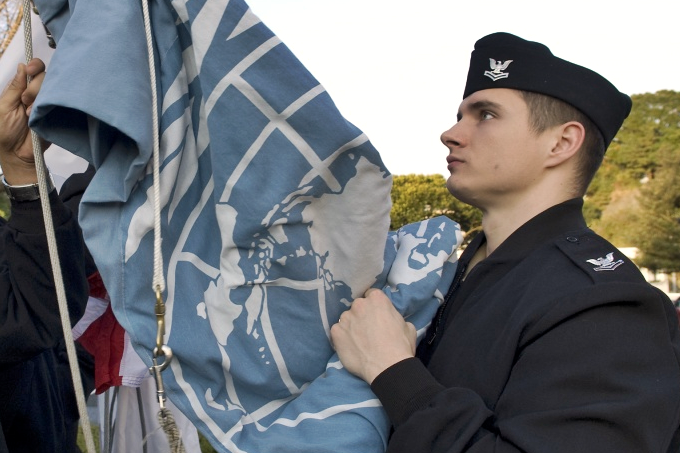
유엔군 후방사령부 하에 있는 요코스카 해군기지의 미군이 유엔군사령부 기를 계양하고 있다.

1953년 체결된 적극적 적대관계와 4년 후 유엔군사령부는 일본에서 한국으로 이전했다. 1954년 미국과 맺은 SOFA(통합사령부 역할을 하는 미합중국 정부) 협정은 유엔군사령부가 일본 영토를 군사적 목적으로 계속 사용하기 위한 전제조건으로 그 나라에 주둔하도록 요구했다. 일본에서 유엔군사령부의 존재가 단절되면 SOFA가 종료되고 일본이 자국 영토에 대한 완전한 주권을 다시 주장할 수 있게 된다. 구체적으로 1954년 미군지위협정 제15조는 "이 협정과 합의된 개정은 모든 유엔군이 일본에서 철수하는 날에 종료된다"고 명시하고 있다.
유엔군 후방사령부는 일본 영토의 무기한 사용에 필요한 조약 요건이 충족되는지 또는 호주 정보 일보인 만다린이 묘사한 것을 "법적인 속임수의 형태"로 보장하기 위해 법적 구성물로서 만들어졌다. 유엔군 후방사령부는 그것의 존재를 "UN-GOJ SOFA[유엔-일본군지위협정]을 유지하기 위해" 설계된 것으로 설명한다.
유엔군 후방사령부가 결성되자, 미국인이 아닌 장교를 배치하기로 결정하여, "지역구적인 미국 조직"으로 보이지 않도록 하였다. 1957년부터 1976년까지, 태국은 유엔군사령부-후군에 장교를 공급하였고, 이후 영국이 2년간 지휘 책임을 맡았다. 1978년부터 적어도 1987년까지, 필리핀은 유엔군사령부-후군을 이끌 장교를 제공하였다. 2010년부터, 호주는 미국이 유엔군사령부-후군을 지휘할 장교를 배치하도록 하였다.
2007년 유엔군 후방사령부는 캠프 자마에 오랫동안 주둔하였던 본부에서 요코타 공군기지로 이전했다.

### 유엔군 후방사령부의 지위

#### 미국에 따른 지위
미국은 유엔군 후방사령부가 응답하는 유엔군 사령부가, 유엔의 군사 조직이라고 주장한다. 미국은 또 안보리 결의 84호에 따라 한국에 주둔하는 유엔군 사령부가 유엔의 '집행기관'이 되었고, 그 과정에서 유엔이 유엔을 대신해 군대를 편성하고 지휘하는 권한을 미국에 위임했으며, 한국에 평화가 존재했는지 여부를 독립적으로 결정한다.
기자 Selig S. Harrison은 미국이 한미 동맹을 주장하는 대신 이러한 입장을 제시하는 이유는 실질적으로 유엔의 존재를 통해 달성되는 일본 영토에 대한 영구적인 접근을 법적으로 유지하려는 욕구 때문이라고 말했다. 이에 유엔군 후방사령부의 존립은 일본의 사전 승인을 구하지 않아도 된다.  1961년 미일 상호 협력 및 안보에 관한 조약 도 미국이 일본 영토에 접근할 수 있도록 허용했지만, 미군이 일본에 진입하기 전에 일본 정부와 사전 협의가 필요하다.

#### 유엔에 따른 지위
1994년 유엔 사무총장 부트로스 부트로스 갈리는 유엔이 “통일사령부를 자신의 통제 하에 있는 보조기관으로 설정한 것이 아니라 통합사령부의 창설을 권고한 것”이라며 유엔 사령부는 유엔 기구가 아니기 때문에 오직 미국만이 유엔 사령부를 해산할 수 있다고 봤다. 일본 국립 정책 연구 대학원의 나루시게 미치시타는 유엔군 후방사령부가 모든 의도와 목적을 위해 미국 정부의 조직이라고 설명하면서 그러한 해석에 동의한다는 신호를 보냈다.

#### 북한에 따른 지위
북한은 미국이 “유엔을 세계 제패야 망을 실현하는 도구로 삼았고 전쟁광의 본색을 감추기 위해 유엔기를 가장해 참전했다”고 주장했다. 평양에 본부를 둔 조선반핵평화위원회의 박철구는 유엔군사령부를 "유령체"라고 표현하며 "유엔 창설 이래 그러한 사령부는 남한에만 존재했다"고 말했다.

## 운영

### 권한
호주 방위군 일보에 따르면 유엔군 후방사령부는 "외교 유형의 특정 행정, 지원 및 연락 기능"을 수행한다. 구체적으로 유엔군 후방사령부는 명목상 일본 내 7개 유엔군 기지(캠프 자마, 요코타 공군기지, 요코스카 해군기지, 사세보 해군기지, 가데나 공군기지, 화이트비치 해군시설, 후텐마 비행장에 대해 미국과 합동 권한을 갖고 있다. 실제로 모든 시설의 운영권은 미국의 통제 하에 있다.
유엔군 후방사령부는 또한 9개 주둔군 지위협정(SOFA) 공동 서명국에서 일본 영토, 특히 미국, 영국, 필리핀, 호주, 캐나다, 프랑스, 뉴질랜드, 터키, 태국. 주둔군 지위협정에 따라 서명국 군대의 일본 내 이동은 일본의 승인 여부에 관계없이 이루어질 수 있다. 이 협정은 일본 정부에 사전 통보 없이 군대가 일본에 입국할 수 있는 긴급한 상황을 제외하고는 군대가 일본에 입국하기 전에 일본 정부에 예의 통보를 할 것을 요구하고 있다.
2014년 아베 신조(Shinzo Abe) 일본 총리는 주일미군의 작전 사용에 일본의 개입을 확대할 것을 촉구했다. 이에 대해 미국은 미군의 긴급 배치가 "자동"으로 이루어질 수 있으며 "도쿄는 이 문제에 대해 발언권을 갖지 않을 것"이라고 시사했다고 조선일보가 전했다. 조선일보는 주일 미군 시설이 유엔사령부 후방에 있으며 "따라서 일본이 개입할 근거가 없다"고 지적했다.

### 인원
2007년 당시 유엔군 후방사령부는 4명의 수뇌부 구조를 갖고 있었다.
유엔군 후방사령부 부사령관을 역임한 전직 캐나다군 장교인 로저 치아손에 따르면 그의 임무는 "부담스럽지 않은 것"이었으며 부사령관으로 임명되는 동안 "큰 특권의 삶"을 살 수 있었다. 이러한 특권은 대표적으로 미국 정부가 소유한 다양한 골프 코스, 상점, 도쿄 시내의 개인 호텔 이용을 포함하는 4인용 숙소 등이다.

## 갤러리

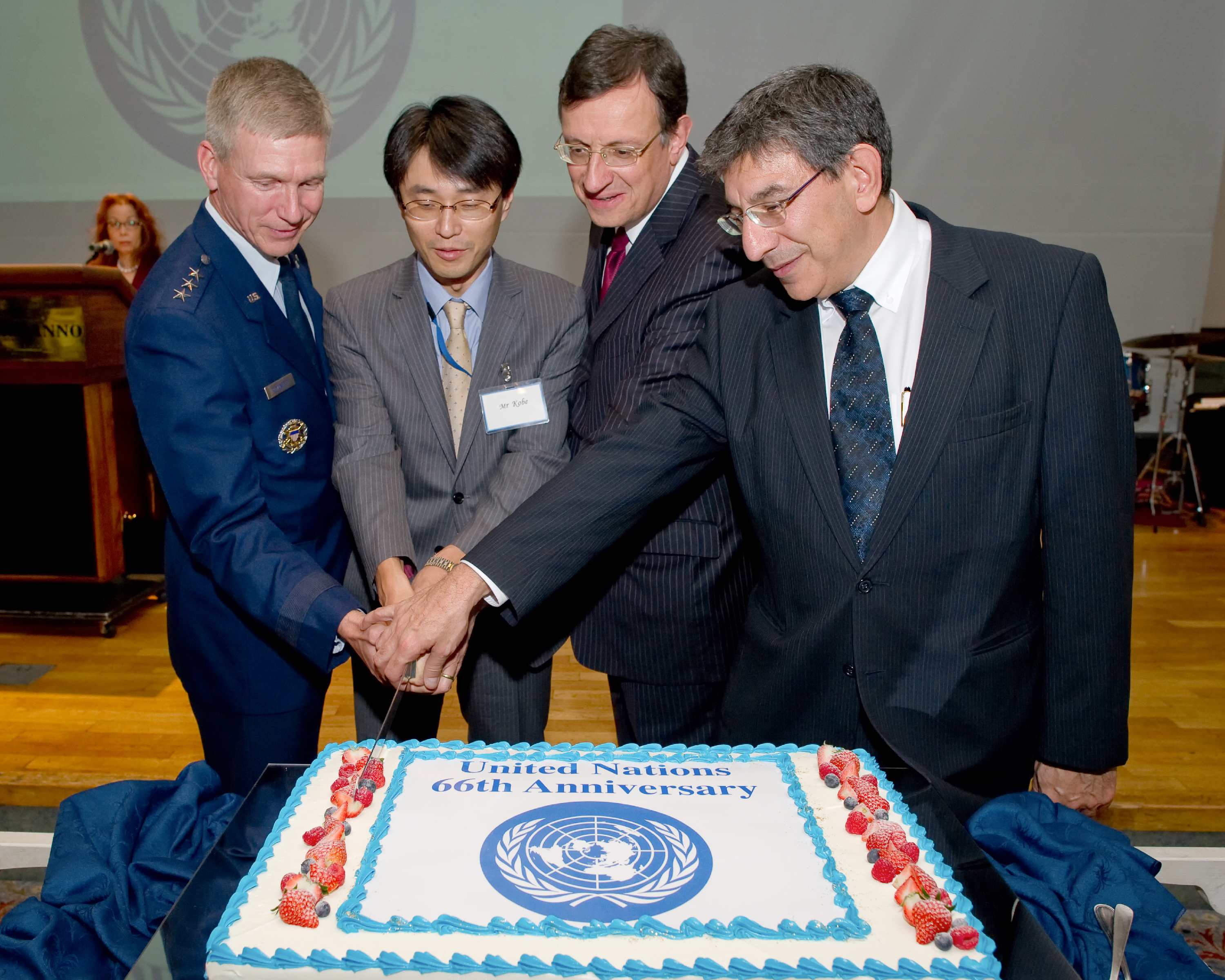
야스히로 고베(왼쪽에서 두 번째) 일본 외무성 북미국장이 2011년 유엔군 후방사령부 유엔 기념일 파티에서 함께 케이크를 자르는 모습.
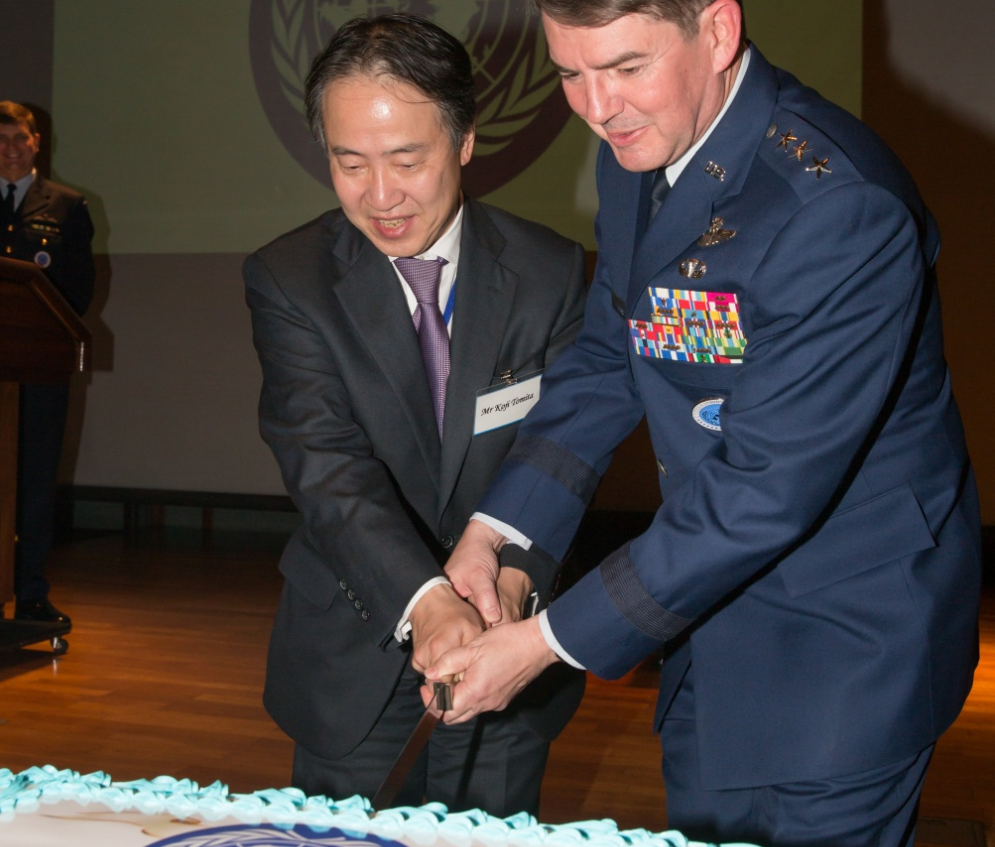
잔-마크 주아스 미국 공군 대장과 and 고지 토지마(왼쪽), 일본 외무성 북미국장이 2013년 유엔군 후방사령부 유엔 기념일 파티에서 함께 케이크를 자르는 모습.
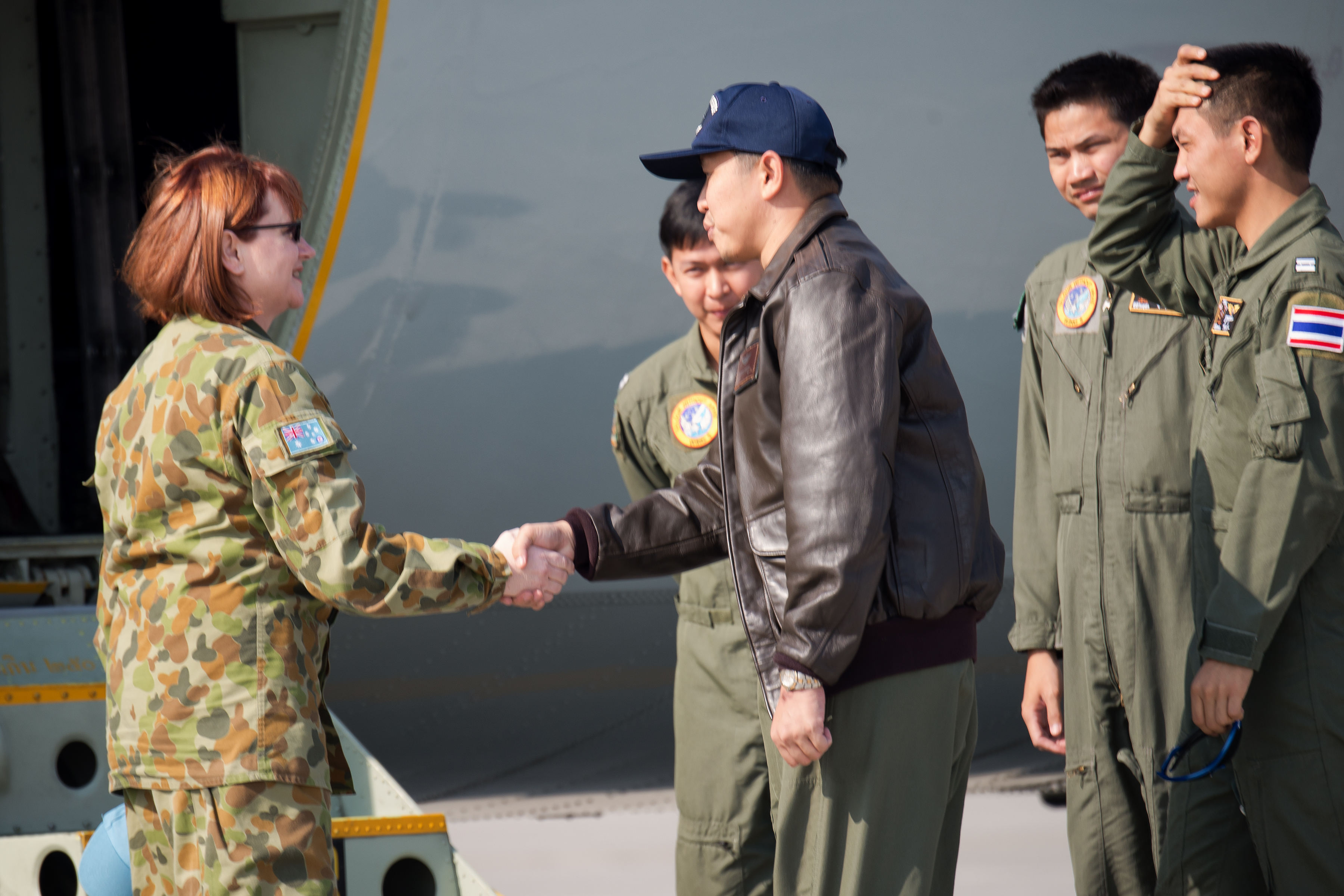
유엔군 후방사령부 사령관 바바라 코트니가 2014년 요코타 공군기지에서 태국 왕립공군 대표단을 환영하고 있다.
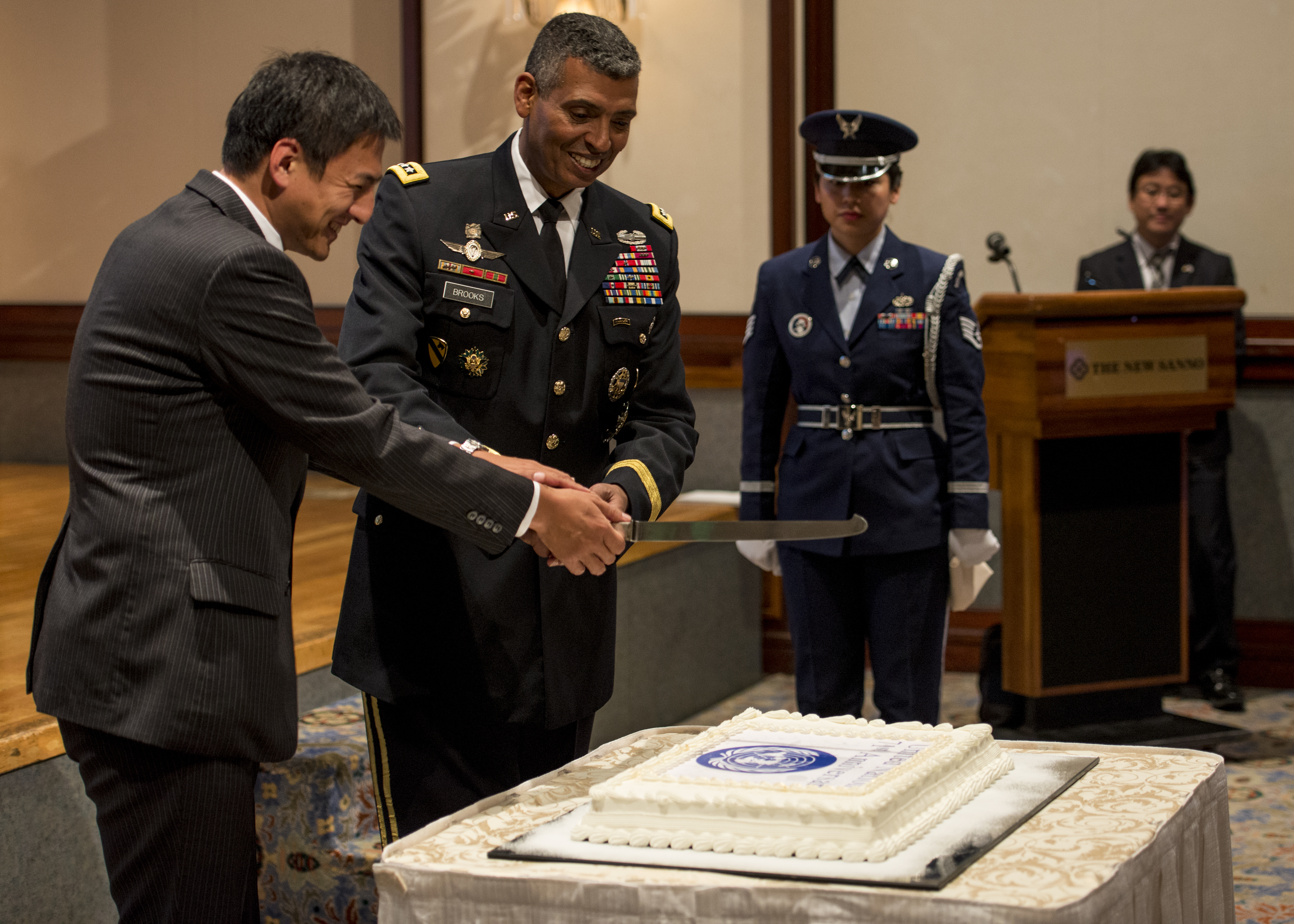
일본 부총리 슌스케 타케이(왼쪽)와 빈센트 브룩스 대장이 2016년 유엔군 후방사령부 유엔 기념일 파티에서 함께 케이크를 자르는 모습.
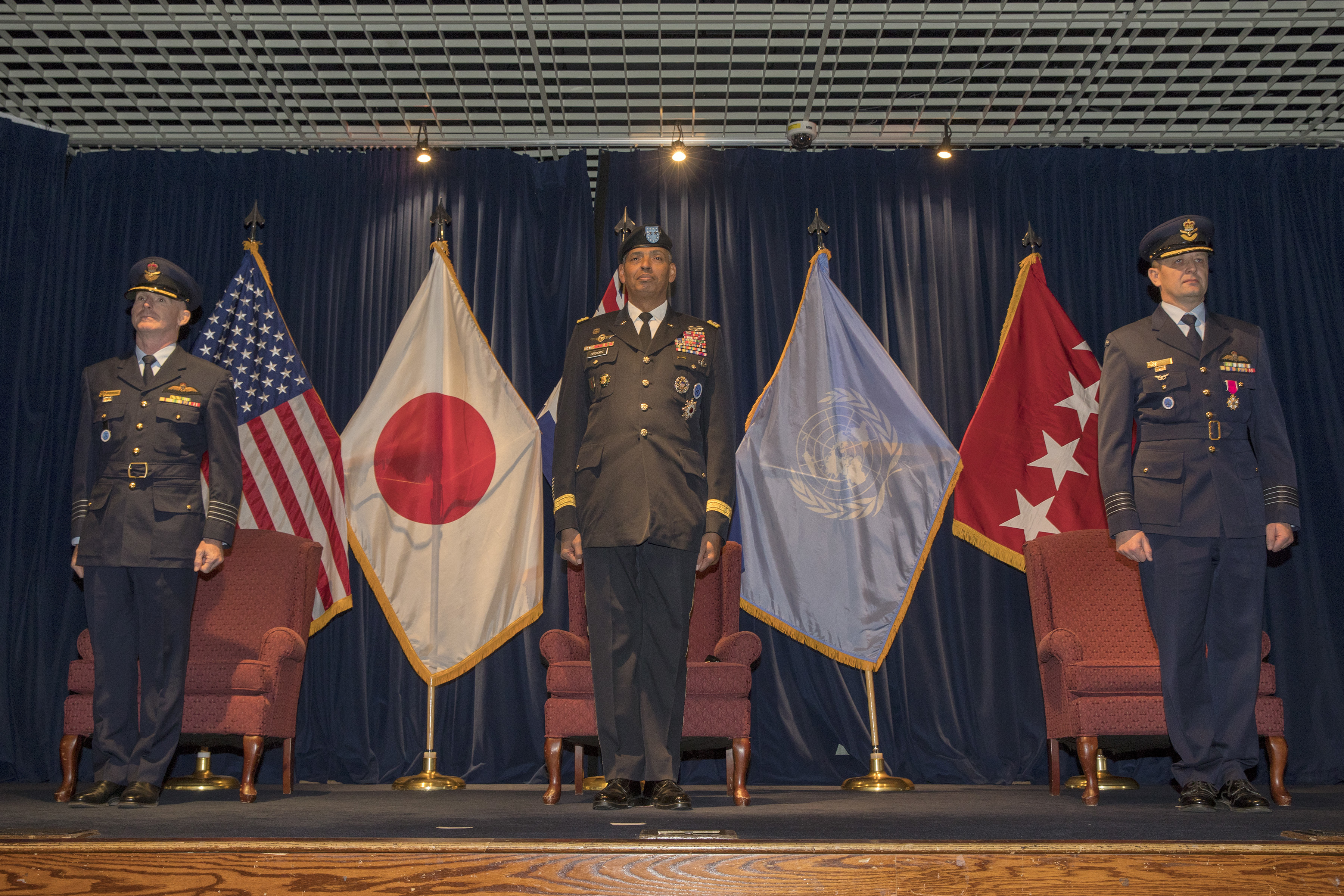
2018년 유엔군 후방사령관 이취임식의 유엔군 사령부와 유엔군 후방사령부 장교들의 모습. 이들의 뒤에 미국, 일본, 호주와 유엔의 기가 보이며, 브룩스 사령관의 모습도 보인다.
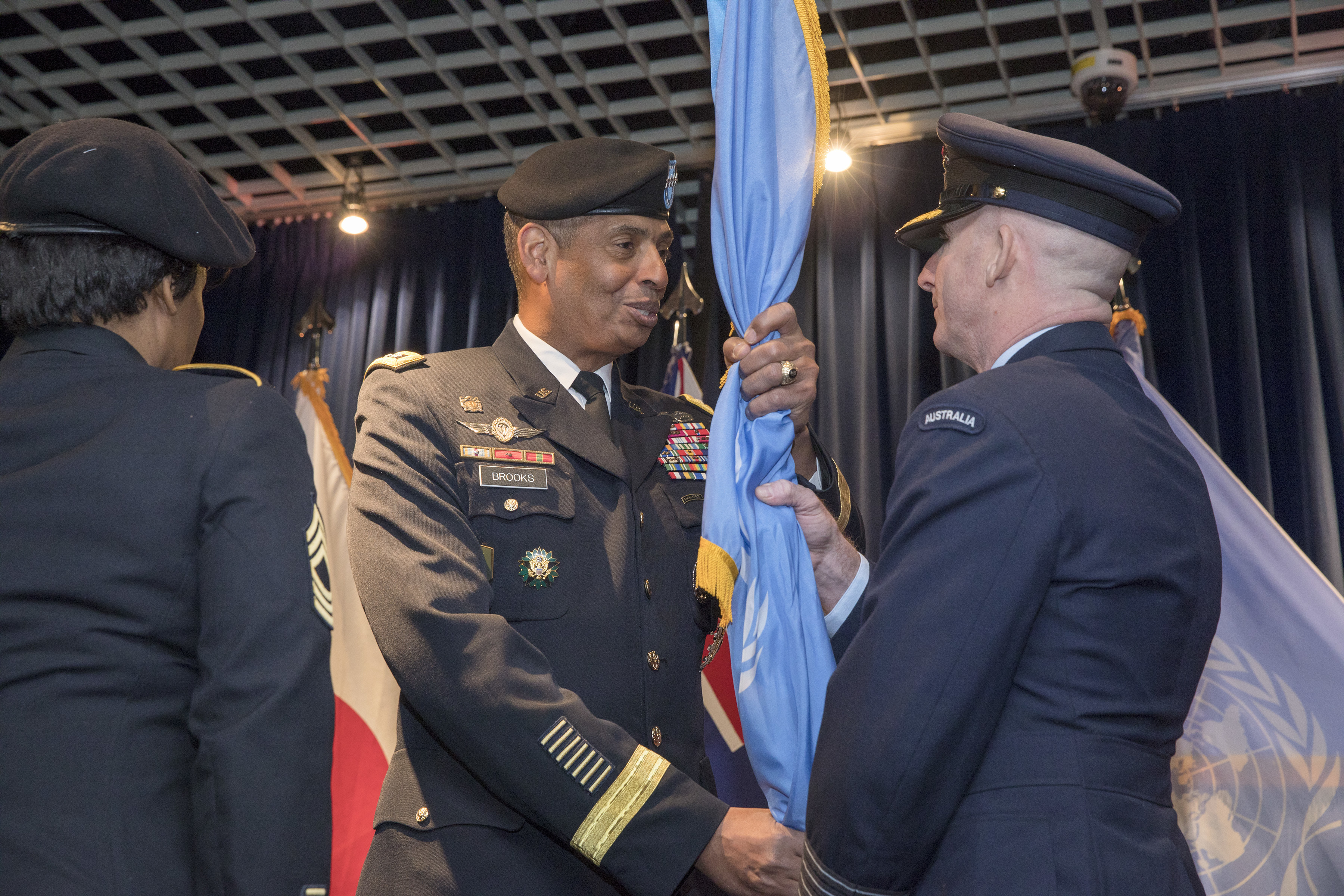
2018년 브룩스 유엔군사령관이 호주 공군 애덤 윌리엄스 대령에게 유엔군후방사령관직을 임명하고 있는 사진.

## 같이 보기
- 일본 자위대
- 중립국감독위원회
- 한국 전쟁
- 유엔군사령부